# Sibulaküla
Sibulaküla (betyder 'Lökby' på estniska) är en stadsdel i distriktet Kesklinn i Estlands huvudstad Tallinn. Stadsdelen ligger centralt i Tallinn sydost om den medeltida innerstaden och hade 2 033 invånare i maj 2010.
Området förstördes till stora delar vid sovjetiska bombanfall under striderna om Tallinn 1944 och byggdes efter kriget upp i sovjetisk modernistisk stil. Bland annat uppfördes här Hotel Olümpia till seglingstävlingarna vid Moskva-OS 1980. Det tidigare högkvarteret för Estlands kommunistiska parti inhyser idag Estlands utrikesministerium.